# Асатрян, Арам Апетович
Ара́м Апетович Асатря́н (арм. Արամ  Ասատրյան; 3 марта 1953, Эчмиадзин — 7 ноября 2006, Ошакан) — армянский Исполнитель рабиза.

## Биография
Родился в семье армянских беженцев Апета Асатряна и Ашхен Мампреян в Эчмиадзине (Вагаршапате). С детства занимался музыкой, стал известным в 1984—1985 годах песней «Возле чистого родника» (арм. Պաղ աղբյուրի մոտ). В 1985 г. совместно с Левоном Абрамяном, Хачатуром Саакяном, Суреном Гаспаряном и Симоном Сисояном создал свою группу. Асатрян исполнял в основном любовные и патриотические песни. Исполнял авторские песни, песни на слова Сергея Кариняна, Константина Орбеляна, Арамаиса Саакяна, Вильяма Варданяна, гусана Седрака..
Выступал в Азии, Европе, в России, арабских странах, США и во многих городах Армении и Карабаха. Автор более 500 песен. Владел компанией «Star Records». Сыграл одну из ролей в фильмах «Наш двор» и «Наш двор 2».
В 2003 г. Министерством культуры Армении был удостоен звания «Гусан».
Проживал в США. Сын Седрак (Сето) погиб в автомобильной катастрофе примерно за год до смерти Арама Асатряна. Арам Асатрян скончался 7 ноября 2006 года в Ошакане в районе Арагацотн от сердечного приступа.
Его музыкальное наследие продолжают двое его сыновей, Тигран и Арташ Асатрян, племянник Ованес Асатрян, два его внука, Арман и Гриша Асатрян, а также его дальняя родственница София Оганнисян.
В 2013 году в память о певце был открыл Вагаршапатский музей, где выставлены награды и сертификаты исполнителя, а также предметы, которые ему принадлежали.

## Память
Ереванский коньячный завод в 2023 г. тиражом 2000 бутылок выпустил коньяк «Legacy by Aram Asatryan» 25-летней выдержки в роскошно оформленном декантере и подарочной коробке.

## Награды
- Первая армянская музыкальная премия
- Вторая армянская музыкальная премия
- Третья армянская музыкальная премия
- Орден Архистратига Михаила
- Орден Ованес Айвазовский
- Награда города Харьков
- Орден Международного комитета по защите прав человека
- Диплом Армянского национального культурного центра

## Дискография[16][17][18][19][20][21]

### Студийные альбомы
- 1974 — Ты нежно улыбаешься (DEMO VERSION) (арм. Ժպտում ես քնքուշ)[22]
- 1984 — Бесценный Брат (DEMO VERSION) (арм Անգին Եղբայր)[23][24]
- 1985 — Говорят далеко (арм. Ասում են հեռու)[25][26]
- 1986 — Синяя птица (арм. Կապույտ Թռչուն)[27]
- 1989 — Что бы они ни хотели (арм. Որկան ցանկացան)[28][29]
- 1990 — Наша родина (арм. Մեր հայրենիք)[30][31]
- 1991 — The Best[30][32]
- 1992 — Независимая Армения (арм. Անկախ  Հայաստան)[33]
- 1993 — Music With Duduk[34]
- 1993 — Для меня (арм. Ինձ համար)[35][36][37]
- 1993 — Мир пуха (арм. Պուջ աշխար)[38]
- 1994 — Посмотри на мир (арм. Նայիր աշխարհին)[39]
- 1995 — Свободная Армения (арм. Ազատ Հայաստան)[40]
- 1996 — Ты армянин (арм. Հայ ես դու)[41][42][43][44]
- 1997 — The Golden Album[45] [46]
- 1998 — Super Dance[47][48]
- 1998 — Арам и Армен «live»[49]
- 1998 — Aram Asatryan in Los Angeles[50]
- 1998 — The Best (Non Stop Dance Medleys)[51]
- 1999 — Вернитесь годы (арм. Ետ դարձեք տարիներ)[52]
- 1999 — 10 лет на сцене (арм. 10 տարի  բեմում)[53][54]
- 1999 — 2000 Millennium[55][56]
- 2000 — В мире столько армян, есть еще Ереван (арм. Աշխարհում ինճկան Հայ քա, այնկան էլ կա Երևան)[57]
- 2000 — Re Mi X[58]
- 2000 — The Very Best[59]
- 2001 — Сказать или нет? (арм. Ասեմ թե չասեմ)[60]
- 2001 — Моя песня (арм. Իմ երգը)[61]
- 2002 — Начинать (арм. Սկիզբ)[62]
- 2002 — Весёлая программа (арм. Ուրախ ծրագիր 1)[63]
- 2002 — Весёлая программа 2 (арм. Ուրախ ծրագիր 2)[64]
- 2002 — Sweet Memory’s[65] (Sharan 1[66]and 2[67])[68]
- 2003 — В светлый мир пришёл (арм. Նոր աշխար եկար)[69]
- 2003 — Alex 50 Golden Years[70][71]
- 2005 — Твоё имя (арм. Անունդ)[72]
- 2005 — Live Concert in Armenia[73]
- 2006 — История любви (арм. Սիրո Պատմություն)[74]
- 2006 — Мои сыновья — Арам, Арташ, Тико (арм. Իմ որդիները - Արամ, Արտաշ, Տիգրան)[75]

### Посмертные релизы
- 2007 — Golden Oldies — альбом является переизданием (Remastered) альбома "The Best" 1991 года, с 4-мя бонусными песнями (27-30) из альбома "Mer Hayrenik" 1990 года.[76]
- 2016 — Наша песня Vol.1 (арм. Մեր Երգը)[77]
- 2016 — Воспоминания (арм. հիշատակներ)[78]
- 2017 — Моя песня Vol. 2 (арм. Իմ երգը)[79]
- 2018 — Наша песня (Volume 2) (арм. Մեր Երգը)[80]
- 2016 — Մեր Երգը/Mer Yerke" (Volume 1)[81]
- 2019 — The Legacy Continues: Heravor Husheric[82]
- 2020 — Harevan (Old & New)[83]
- 2020 — Լեգենդի երգը կյանք է (The Song of the Legend is Life)[84]
- 2020 — Hit Collection[85]
- 2023 — Im Yerke Vol. 3[86]

## Фильмография и видеозаписи клипов, выступлений
- 1989 — Mer Leninakan — видеоклипы с альбома «Наш Ленинакан». Снятые в Ленинакане (ныне Гюмри). Сборник самых первых видеоклипов Арама Асатряна на пике своей популярности в то время.[87]
- 1991 — Mer Hayrenik (1990) & The Best (1991) — видеоклипы с этих альбомов.[88][89][90]
- 1996 — Наш двор («Մեր բակը»)[91]
- 1998 — Наш двор 2 («Մեր բակը 2»)[92]
- 1998 — ARAM ASATRYAN - MUSIC VIDEOS Part 1-4[93] [94] [95] [96] [97]
- 2000 — ARAM ASATRYAN: SHOW IN LOS ANGELES [98]
- 2002 — ARAM & ARTASH ASATRYANS - MUSIC VIDEOS Part 1-4[99] [100] [101] [102]
- «Моя песня — дорога домой» (2005) | / «Песня-это жизнь» | (2006)[103]
- ACTV (222) Aram Asatryan and Sons Part A,B Original Armenian Teletime[104][105]
- Armenian Teletime: Sarky Mouradian Remembering Singer Aram Asatryan[106]
- Aram Asatryan «The Legend Lives On…» (Документальный)[107]